# 利普尼基 (卡緬卡-布濟卡區)
50°7′8″N 24°14′10″E / 50.11889°N 24.23611°E
利普尼基（羅馬化：Lypnyky）是烏克蘭的村莊，位於該國西部利沃夫州，由利維夫區卡姆揚卡-布茲卡市鎮負責管轄，始建於1905年，面積0.55平方公里，海拔高度217米，2023年人口55，人口密度每平方公里163.64人。